# Olga Simakowa
Olga Simakowa (ros. Ольга Симакова, ur. w 1961) – radziecka lekkoatletka, biegaczka średniodystansowa, medalistka halowych mistrzostw Europy. 

## Kariera sportowa
Zdobyła brązowy medal w biegu na 800 metrów na halowych mistrzostwach Europy w 1983 w Budapeszcie, przegrywając jedynie ze swą koleżanką z reprezentacji Związku Radzieckiego Swietłaną Kitową i Zuzaną Moravčíkovą z Czechosłowacji. 
Rekordy życiowe Simakowej:
- bieg na 800 metrów – 2:00,52 (16 lipca 1982, Leningrad)
- bieg na 1500 metrów – 4:20,14 (15 maja 1983, Bukareszt)
- bieg na 800 metrów (hala) – 2:02,25 (16 marca 1983, Budapeszt)